# 大石村 (福井県)
大石村（おおいしむら）は福井県坂井郡にあった村。現在の坂井市の西部、九頭竜川右岸、えちぜん鉄道三国芦原線・西長田ゆりの里駅周辺から西方一帯にあたる。

## 地理
- 河川：兵庫川、磯部川

## 歴史
- 1889年（明治22年）4月1日 - 町村制の施行により、石塚村、取次村、布施田新村、正善村、姫王村、定広村、木部西方寺村、辻村、堀越村、下小森村、上小森村、大牧村、井向村及び西長田村の区域をもって、大石村が発足する。
- 1955年（昭和30年）3月31日 - 春江町及び大石村が合併して、改めて春江町が発足する。

## 交通

### 鉄道路線
- 京福電気鉄道
  - 三国芦原線（現・えちぜん鉄道三国芦原線）
  - 丸岡線
    - 西長田駅